# 110. Selbstständige Garde-MotSchützen-Brigade

Vermtl. nicht mehr aktuelles Abzeichen des Verbandes

Die 110. Selbstständige Garde-MotSchützen-Brigade ist ein Verband der 51. Garde-Armee des Russischen Heeres.

## Geschichte
Die Traditionslinie des Verbands geht zurück auf die „Republikanische Garde der VR Donezk“  (Республиканская гвардия ДНР), die am 12. Januar 2015 im Zuge des Kampfs um Debalzewe unter dem damaligen Führer des Separatistenstaates, Alexander Wladimirowitsch Sachartschenko, aufgestellt wurde. Aus dem größten Teil dieser Truppen wurde am 15. August 2015 die „100. Selbstständige MotSchützen-Brigade“ als Eliteeinheit des 1. Armeekorps aufgestellt.
Die Identität der Brigade war stark an die der russischen Luftlandetruppen angelehnt. So trugen die Angehörigen ebenfalls blaue Barette und Telnjaschkas.
Durch Verleihung des Garde-Status am 28. August 2020 (durch Denis Wladimirowitsch Puschilin) und des VR Donezk-eigenen „Ordens der Republik“ am 11. Dezember 2022 war der Verband zuletzt als „100. Selbstständige Garde-MotSchützen-Orden der Republik-Brigade“ (Russisch: 100-я отдельная гвардейская мотострелковая ордена Республики бригада) bekannt, wurde aber am 1. Januar 2023 wie das gesamte 1. Armeekorps in das Russische Heer übernommen und war seither als „110. Selbstständige MotSchützen-Brigade“ geführt. Seit der Verleihung des Gardestatus an die gesamte nunmehrige 51. Garde-Armee am 18. September 2024 ist der Verband als „110. Selbstständige Garde-MotSchützen-Brigade“ bekannt.

### Einsätze
Die Brigade wurde während mehrerer militärischer Unternehmungen, sowohl während des Krieg im Donbass als auch während des Russischen Überfalls auf die Ukraine seit 2022 eingesetzt.

## Einheiten
Der Verband hat seine Friedensgarnison in Donezk und Olenivka. Im September 2022 begann der Verband Berichten zufolge mit der Rekrutierung von Häftlingen aus Gefängnissen der VR Donezk.
Ursprünglich waren die Hauptaufgaben der 100. Brigade die Aufklärung sowie die Vorhaltung von Schnelleinsatz- und "Spetsnaz"(SOF)-Kräften zur Verteidigung des Territoriums, im Zuge des russischen Überfalls auf die Ukraine seit 2022 übernimmt sie aber auch andere Aufgaben.
Aufgestellt wurde die 100. Selbstständige MotSchützen-Brigade gemäß der damals angewendeten russischen Militärdoktrin mit neun sog. „Bataillonskampfgruppen“, zwei eigenständigen Kompanien und einem Bataillon für besondere Aufgaben. Die BKG wurden jedoch nie vollständig aufgefüllt und der Verband erreichte nur eine Gesamtstärke zw. 3000 und 5000 Soldaten.
Obgleich zur weiteren Struktur der Brigade keine genauen Daten vorliegen ist davon auszugehen, dass von dieser ursprüngliche Struktur in der Geschichte des Verbands auch schon abgegangen wurde. So war im Zuge der Berichterstattung über die Schlacht um Wolnowacha von einem Einsatz der Brigade mit 3 MotSchützen-Bataillonen, 1 Panzerbataillon und 2 Artilleriebataillonen die Rede, wobei unklar ist, ob die Brigade in ihrer Gesamtheit zu dieser Kampfgliederung umgegliedert wurde oder ob lediglich Teile der Brigade zum Einsatz kamen.
Zu den Teilen der Brigade kommen jedenfalls noch Unterstützungsteile. Einigen Angaben zufolge könnten diese (zusätzlich zu den Stabsteilen) eine Panzerabwehr-Haubitz-Batterie, eine ABC-Schutz-Kompanie, eine Pionierkompanie, eine Fernmeldekompanie, eine San-Kompanie, eine technische Kompanie und eine Versorgungskompanie umfasst haben.
Das Gerät der Brigade umfasst Panzer der Typen T-72 und T-64 (ca. 10 Stück), BMP-2 und BTR-80, 122-mm-Haubitzen 2S1 (ca. 18 Stück), 122-mm-Haubitzen D-30 (ca. 18 Stück), 120-mm-Mörser (evtl. vom Typ 2B11) (ca. 18 Stück), und 100-mm-Panzerabwehrkanonen MT-12 (ca. 4 Stück). Die Ausstattung der Brigade könnte sich im Verlauf des Ukraine-Krieges jedoch durch Verluste verringert haben.

## Trivia
Mindestens sechs Angehörigen des Verbandes wurde der Ehrentitel „Held der Volksrepublik Donezk“ verliehen.
Das Motto des Verbandes lautet übersetzt in etwa „Wir sind dort, wo der Sieg auf uns wartet“.

## Gefallene
Experten und Laien haben zumindest 59 gefallene Angehörige der Brigade (min. 49 während des Kriegs im Donbass, min. 10 seit dem russischen Überfall auf die Ukraine) identifiziert. U.a. folgende Angehörige der Brigade fielen im Gefecht:
| Name                                           | Dienststellung                       | Todesort, ggf. Schlacht des Todes     | Geburtsdatum | Todesdatum |
| ---------------------------------------------- | ------------------------------------ | ------------------------------------- | ------------ | ---------- |
| Iwan Andrijowytsch Balakai (Rufzeichen „Hrek“) | Kommandeur 1. Bataillon              | bei Awdijiwka                         | 03.09.1961   | 29.01.2017 |
| Ihor Oleksandrowytsch Hryn (Rufzeichen „93.“)  | Leutnant, Kompaniechef einer Jägerkp | ?                                     | 15.07.1982   | 27.07.2021 |
| Molchanov Mikhailo Mikhailovich                | Oberleutnant, medizinischer Offizier | Donezk, im Zuge eines Verkehrsunfalls | 31.08.1974   | 31.08.2020 |